# Celerinatantimonas
Celerinatantimonas ist eine Gattung von Bakterien. Die einzelnen Arten sind zur Stickstofffixierung fähig. Sie wandeln freien Stickstoff (N2) in für Pflanzen nutzbare Verbindungen um und sind somit wichtig für den Stickstoffkreislauf der Erde. Die Art Candidatus Celerinatantimonas neptuna kommt als Symbiont innerhalb vom Gewebe des Seegrases Neptungras vor und stellt der Pflanze das fixierte N2 wahrscheinlich in Form von Ammoniak und Aminosäuren zur Verfügung. Dieses ähnelt der Symbiose von Knöllchenbakterien mit Landpflanzen.

## Merkmale
Die Arten Celerinatantimonas diazotrophica und C. yamalensis benötigen NaCl (Meeressalz) zum Wachstum. Die Zellen sind stäbchenförmig. Bei C.  yamalensis liegt die Breite zwischen 0,7 und 0,8 Mikrometer und die Länge bei 2–4 Mikrometer. Die Zellen von C.  diazotrophica sind kurze Stäbchen mit einer Breite von 0,7 und Länge von 1,5 Mikrometer. Beide Arten sind durch polar gelegene Flagellen beweglich.

## Stoffwechsel und Wachstum
Celerinatantimonas diazotrophica und C. yamalensis sind fakultativ anaerob. Sie zeigen sowohl unter Abwesenheit von Sauerstoff als auch unter oxischen Bedingungen Wachstum. Wenn kein Sauerstoff vorhanden ist, erfolgt die Gärung.
C. diazotrophica wächst bei Temperaturen zwischen 17 und 49 °C, bestes Wachstum findet bei 31 °C statt. C. yamalensis zeigt bei 0–34 °C Wachstum, optimales Wachstum findet bei 18–22 °C statt. Es zählt somit zu den fakultativ psychophilen („kälteliebenden“) Bakterien. C. yamalensis toleriert pH-Werte von 4,0–8,5, C. diazotrophica Werte zwischen 3,5 und 8,0. Der Katalase-Test verläuft bei C. yamalensis negativ, bei C. diazotrophica hingegen positiv.

## Ökologie
Celerinatantimonas yamalensis wurde aus einer von getauten Permafrostboden gebildeten Sole auf der Jamal-Halbinsel in Nordsibirien isoliert. Der Fund von dem kältetolerierenden, stickstofffixierenden Bakterium C. yamalensis könnte für das Verständnis des Stickstoffkreislaufs in Permafrost-Ökosystemen wichtig sein. Die Art C. diazotrophica wurde im Boden an Pflanzenwurzeln in einer Salzwiese isoliert. Hier steht wenig für Pflanzen verfügbarer Stickstoff zur Verfügung, die Stickstoff fixierenden Bakterien spielen somit eine wichtige Rolle in Salzwiesen-Ökosystemen, indem sie N2 fixieren und für Pflanzen verfügbar machen.
Die durch Analysen von 16S-rRNA-Sequenzen (vorab) beschriebene Art Candidatus Celerinatantimonas neptuna kommt innerhalb der Wurzelb des Seegrases Neptungras Posidonia oceanica vor. Es handelt sich um eine Symbiose, analog zu den Knöllchenbakterien in den Wurzeln von Hülsenfrüchtlern. Das Bakterium stellt für die Pflanze fixierten Stickstoff zur Verfügung und erhält im Gegenzug ein sicheres Habitat innerhalb des Pflanzengewebes und verschiedene Nährstoffe. Hierbei wird ein Teil des von Canditatus C. neptuna vom Stickstoff produzierten Ammonium wahrscheinlich direkt an das Seegras übertragen. Außerdem wird analog zu terrestrischen N2-fixierenden Bakterien der fixierte Stickstoff auch in Form von Aminosäuren an die Pflanze weitergegeben. Candidatus steht in der mikrobiologischen Nomenklatur für Arten, die noch nicht kultiviert werden konnten.

## Systematik
Die Gattung Celerinatantimonas wurde 2011 eingeführt. Celerinatantimonas diazotrophica ist die Typusart (die erstbeschriebene Art). Die Gattung zählt zu der hierbei neu erstellten Familie Celerinatantimonadaceae innerhalb der Gammaproteobacteria. Im September 2023 wurden drei Arten zu Cerinatantimonas gestellt:
- Celerinatantimonas diazotrophica
- Celerinatantimonas yamalensis
- ‘Candidatus Celerinatantimonas neptuna’.